# Savosa
Savosa (lmo. Savùsa) − miejscowość i gmina w południowej Szwajcarii, w kantonie Ticino, w okręgu (distretto) Lugano, w powiecie (circolo) Vezia.  

## Demografia
W Savosa mieszkają 2 183 osoby. W 2021 roku 32% populacji gminy stanowiły osoby urodzone poza Szwajcarią. 

## Transport
Przez teren gminy przebiega droga główna nr 2.